# Lucas Salatta
Lucas Vinícius Yokoo Salatta (Álvares Machado, Brasil, 27 de abril de 1987) es un nadador retirado especializado en pruebas de estilo libre. Fue medalla de bronce en la prueba de 4x200 metros libres en el Campeonato Mundial de Natación en Piscina Corta de 2004.
Representó a Brasil en los Juegos Olímpicos de Atenas 2004 y Pekín 2008.

## Palmarés internacional
| Campeonato Mundial de Natación en Piscina Corta | Campeonato Mundial de Natación en Piscina Corta | Campeonato Mundial de Natación en Piscina Corta | Campeonato Mundial de Natación en Piscina Corta |
| Año                                             | Lugar                                           | Medalla                                         | Prueba                                          |
| ----------------------------------------------- | ----------------------------------------------- | ----------------------------------------------- | ----------------------------------------------- |
| 2004                                            | Indianápolis (Estados Unidos)                   | Medalla de bronce                               | 4 × 200 m libre                                 |